# One Night Genius
One Night Genius (thailändisch อัจฉริยะข้ามคืน, RTGS: Atchariya Khamkhuen) war eine Serie jeweils 90-minütiger Spielshows, die von Juli 2006 bis Januar 2008 vom thailändischen Fernsehsender Kanal 3 ausgestrahlt wurden. Wöchentlich traten acht Teilnehmer (durchweg Akademiker) aus acht verschiedenen Fachbereichen einzeln bzw. in Kleingruppen unter Zeitdruck gegeneinander an. Der Gewinner erhielt eine Million Baht (ca. 30.000 Euro).
In jeder Sendung wurde ein Durchgang komplett abgeschlossen, sodass in der nächsten Sendung neue Kandidaten präsentiert wurden. Der Wettbewerb, der aus mehreren Disziplinen bestand und bei dem ein Ausschlussverfahren stattfand, bestand aus ständig wechselnden Aufgaben (Rätsel, Gedächtnistests, praktische Aufgaben, Geschicklichkeitsspiele, Logiktests und Ähnliches). Die Aufgaben wurden ausschließlich durch Kollektive Intelligenz gelöst; daher gewann auch immer nur eine Gruppe.
Die Fernsehsendung basierte auf einer Idee von Rungtham Phumsinil, der auch ihr Executive Producer war. Moderiert wurde sie von Panya Nirunkul und Tankhun Jitissara. Die Produktionsgesellschaft war Workpoint Entertainment. Die Erstausstrahlung erfolgte am 3. Juli 2006.

## Regeln

### Vor Beginn des Wettbewerbs
- Die Wettbewerber, jeweils "genius" genannt, erhalten einen Rucksack (lifesaving bag) vom Gastgeber. Dieser enthält unter anderem Proviant, Werkzeug, Schreibzeug, Verbrauchsmaterial, Mobiltelefon sowie gegebenenfalls missionsspezifisches Material.

### Mission eins
- Die erste Qualifikation ist in zwei Teile aufgegliedert:
  - Die individuelle Qualifikation besteht aus 20 Fragen, die allein und ohne Hilfe gelöst werden müssen. Dabei scheiden immer die beiden schlechtesten für die Mission 2 und 3 aus.
  - Die Gruppenaufgabe (Zweiergruppen) besteht aus einer für alle Teams gleichartigen Aufgabe, z. B. 24-teiliges Memoryspiel, dessen Spielfeld ggfs. gedreht wird.

### Mission zwei
- Auch diese zweite Qualifikation ist in zwei Teile aufgegliedert:
  - Die individuelle Qualifikation ist von nunmehr von sechs Teilnehmern zu lösen, z. B. der Bau eines Jenga-Turms etc. Die vier Gewinner kommen in die nächste Runde.
  - Bei der Gruppenaufgabe (Dreiergruppen) ist eine für alle Teams gleichartige Aufgabe zu lösen, ein Team scheidet immer aus.

### Mission drei
- Die verbleibenden vier Teilnehmer müssen einzeln ein Puzzle mithilfe ihrer Ausrüstung lösen. Hierbei ergibt sich eine Frage.
  - Die ersten beiden Teilnehmer, die die Antwort als erste geben, nehmen an der Endausscheidung teil.